# Wim Hoddes
Willem Christiaan (Wim) Hoddes (Amsterdam, 5 september 1918 – Hilversum, 24 april 2012) was een Nederlands acteur en zanger.

## Atletiekloopbaan
Hoddes richtte zich in eerste instantie op een carrière in de atletiek. In de periode van 1934 tot 1938 was hij als lid van achtereenvolgens de atletiekverenigingen AMVJ en AV'23 in deze sport actief, waarbij hij vooral aanleg bleek te hebben voor de hordenummers. Zo bereikte hij als zeventienjarige reeds de finale op de 200 m horden tijdens de Nederlandse kampioenschappen van 1935, waarin hij als vijfde eindigde.
Op geheel eigen wijze maakte hij zich de hordetechniek eigen. "In het geheim trainde ik er op, voor de Olympische Spelen van 1940. Het kwam erop neer dat, na de vierde horde, de loop overging in een soort vlucht, veroorzaakt door een geraffineerde, wiekende armbeweging. Dit verhoogde de snelheid dermate, dat er tussen de laatste zes horden slechts één tussenpas werd genomen. Helaas liep het uit de hand en ben ik, tijdens de training, met mijn kop door het hek van het Olympiaplein gevlogen. Toen moest ik er mee stoppen. Trouwens, de Olympische Spelen van 1940 gingen niet door", aldus Hoddes in een brief uit 1982.
In 1938 moest Wim Hoddes vervroegd in militaire dienst, waarna het uitbreken van de Tweede Wereldoorlog korte metten maakte met zijn atletiekambities.

## Toneel- en tv-carrière
Hoddes ging in 1940 naar de toneelschool. In 1942 debuteerde hij als figurant in Gijsbrecht van Aemstel bij het Gemeentelijke Theaterbedrijf. In zijn loopbaan op het toneel, die zou duren tot 1979, was hij te zien bij een groot aantal gezelschappen, zoals START, de Haagse Comedie, het Rotterdams Toneel en Globe.
Vanaf de beginjaren van de Nederlandse televisie was hij veelvuldig te zien in series en televisiespelen, zoals Zingend in de wildernis (AVRO, 1963 en De dood van een handelsreiziger (AVRO, 1967. In 1973 en 1974 was hij te zien met gastrollen in Swiebertje.